# 交響曲第8番 (ブルックナー)
アントン・ブルックナーの交響曲第8番ハ短調は、ブルックナーの作曲した10曲目の交響曲である。
演奏時間が80分（CD1枚分）を越えることもある長大な曲で、後期ロマン派音楽の代表作の一つに挙げられる。ブルックナーはこの交響曲以降、ベートーヴェンの交響曲第9番と同様の第2楽章にスケルツォ、第3楽章に緩徐楽章を置く楽章配置を採用するようになる。

## 作曲の経緯
作曲が開始されたのは1884年7月で、交響曲第7番の初演準備をしていた期間である。第8番は作曲が進められ、1887年夏に完成する（第1稿）。
ブルックナーは指揮者ヘルマン・レヴィに交響曲の完成を報告した。手紙で、第8番の完成を「私の芸術上の父」レヴィに報告したいと述べられている。レヴィがブルックナーからこれほどの敬愛を受けるようになったのは、第7番のミュンヘン初演を成功させ、この作品をバイエルン国王ルートヴィヒ2世に献呈するというブルックナーの希望を実現させたためだった。
レヴィは第8番にも関心を示した。しかし送られてきた総譜を見てレヴィは「演奏不可能だ」と感じ、ブルックナーの弟子のフランツ・シャルクを通じてその旨を返事した。
ブルックナーはひどく落胆したが、第8番の全面改訂を決意する。まず1889年3月4日から5月8日にかけて第3楽章が改訂され、続いて第4楽章の改訂が年7月31日まで行われ、さらに第2楽章スケルツォが改訂され、そして第1楽章、1890年3月10日に改訂は終了した。これが「1890年・第2稿」であり、現在の演奏はほとんどこの稿を採用している。なおブルックナーは同時期に交響曲第4番、第3番の改訂も行っている。この時点で第9番の作曲もある程度まで進められていたのだが、この晩年の改訂期のために中断を余儀なくされた。

## 楽器編成
- フルート3
- オーボエ3
- クラリネット3
- ファゴット3*
- ホルン8**
- トランペット3(F管、C管)
- トロンボーン3
- コントラバス・チューバ1
- ティンパニ
- シンバル
- トライアングル
- ハープできれば3台
- 弦五部(16型)

（*）3番ファゴットは第1・4楽章でコントラファゴットに持ち替える。
（**）5～8番ホルンは第1・3・4楽章でワグナーチューバに持ち替え、テノールとバスを各2本使用する。
なお「1887年・第1稿」では、第3楽章までは2管編成で書かれ、第4楽章で初めて3管編成となる。その他3番フルートが第3・4楽章でピッコロに持ち替える。

## 楽曲の構成

### 第1楽章
Allegro moderato
ハ短調。2分の2拍子。3つの主題を持つソナタ形式。（注意：解説は、ノヴァーク版第2稿に基づく。）
弦楽器のトレモロで始まり、低弦に重苦しく悲劇的な第1主題が現れる。第1主題のリズム・動機は全曲を支配する。短い経過句により直ちに曲は静まるが、突然のトゥッティにより主題が確保される。経過句では更に緊張感を増して頂点を作り、第1主題部分を終える。第2主題はト長調、楽譜にも breit und markig （明るく、はっきりと）という発想がある叙情的な主題である。この主題も転調を繰り返す。
オーボエの経過があり、第3主題は変ホ短調、弦楽器のピッツィカートを伴奏に管楽器で示される。せわしない動きの後に、強烈な下降音型が登場する不気味なものである。提示部は124小節からの変ホ長調の壮麗な全合奏により終わる。提示部では主調であるはずのハ短調の要素は少なく調性的に不安定である。
展開部は第128小節から始まり、第1主題が模倣され、第1主題・第2主題が下向きに反転された形で展開されるが、ここは短い。反転された第2主題のブルックナー・ゼクエンツを繰り返した後、第225小節で2つの主題を重ねた激しいfffに達する。
長めの経過句があり、再現部は第291小節から第1主題が登場するがかなり変形され短い。第2主題と第3主題は型どおりに再現される。第369小節で第1楽章のクライマックスが訪れ、金管楽器群によってハ音が繰り返される。ブルックナー自身は、この信号のような強奏を「死の予告」と説明した。
それが静まり、第393小節から第1主題が消え入るような形で第1楽章を締めくくる。ブルックナー自身はpppのコーダを「あきらめ」と説明した。
なお第1稿ではこの後に第1主題をトゥッティでハ長調にて演奏し、力強く楽章を締めくくる。

### 第2楽章
Scherzo. Allegro moderato
ハ短調、4分の3拍子、A - B - A の3部形式。スケルツォ主部（A）とトリオ（B）もそれぞれ3部形式を取るため、このスケルツォ楽章は複合三部形式となる。
遅めのスケルツォ主部（A）の主要主題を、ブルックナーは「ドイツの野人（ミヒェル）」と説明した。この架空のキャラクターを通して、ブルックナーはこのスケルツォ楽章について多くの説明を試みている。ホルンの短い導入に導かれて弦が主要主題(スケルツォ主題)を奏する。長い経過句と主要主題を扱い、曲は大きく発展し頂点に達する。第2部は初めにティンパニーが弱音で断続的に響く中、主要主題を扱う。やがてこれが弦や木管に受継がれていく。冒頭のホルンの導入が顔を出すと、曲は第3部へ入る。第3部は第1部がほぼ繰り返される。
トリオ（B）は変イ長調、4分の2拍子に変わり、 Langsam （ゆっくりと）の演奏標語がある。ブルックナーによれば、このトリオは「野人（ミヒェル）が田舎を夢見る」となっている。このトリオは他のブルックナーの交響曲のトリオと比べると長大である。トリオの第45小節から始まる中間部の最後、第57小節-第60小節にある低弦の旋律は「野人の祈り」を指しているという。
このトリオは「1887年・第1稿」から「1890年・第2稿」への改訂過程で、大幅に書き直されたものである。「1887年・第1稿」ではハープが使用されていない。
トリオ（B）終了後はスケルツォ主部（A）にダカーポし、第2楽章を締めくくる。

### 第3楽章
Adagio. Feierlich langsam, doch nicht schleppend
変ニ長調、4分の4拍“Feierlich langsam, doch nicht schleppend”（荘重にゆっくりと、しかし引きずらないように）。A - B - A - B - A - コーダの5部形式。どちらの主題も2つの要素から構成され、より細かく A1･2 - B1･2 - A1 - B1･2 - A1･2 - コーダ(Coda)と図示できる。特に3番目のAの部分( A1の部分)は長大である。
弦の刻みの短い導入にのって第1主題（A）の A1 の主要旋律が第1ヴァイオリンによって提示される。シューベルトのさすらい人の主題を引用している。この主要旋律が繰り返されるとイ長調となり主和音の構成音イ・嬰ハ・ホを上行する音型が特徴的な動機が現れて盛り上がった後、3小節の低音弦の悲劇的な旋律の経過句を経て、第21小節から変ト長調で A2 の要素が登場する。やがて第25小節からはハープも加わり、上行型のアルペッジョ（分散和音）を奏でる。2つの主題要素がもう1回繰り返され確保されるが、 A1、A2のプロセスは短縮されている。
第47小節からホ長調で始まるB1 の主題に入る。B1 の主題はチェロで2回繰り返され、第67小節からB2 の主題はワグナーチューバによって演奏される。B1 の主題が展開されたものが音階上を上行し、金管が加わってファンファーレ風の旋律を吹く。再びB1 の主題の変形されたものが木管で奏でられる。弦による短い経過句が演奏された後、第81小節で一時的に4分の3拍子に変わりA1 の主要旋律が木管楽器群により変ロ短調で演奏されて、音楽は次の部分へと移行する。
第1主題の再現は、第95小節から始まる。劇的な転調へと続き、ハープを伴う A2 の要素は登場しない（1稿では A2 の要素も再現する。また盛り上がった部分ではティンパニが加わっている）。ここは短く、第129小節から副次主題の再現に移るが poco a poco accel. （少しずつ、だんだん速く）の速度標語があり、調性を多少変える形で、2つの主題要素 B1 - B2 は前とほとんど同じ形で再現される。これが静まると、ヴァイオリンとヴィオラによるピツィカートをバックにした舞曲風の経過句を演奏する。踊りが消えるように途絶えるとピツィカートのみとなり、すぐに次の部分へと移行する。
第1稿ではB部分の再現時、提示段階の構造に、より近くなる。
第1主題の2回目の再現は第185小節から始まり、楽譜は8分の12拍子の記譜に変わる。ここにも a tempo (wie anfangs) の速度指示があり、終始、弦楽の6連音符に支えられて進行する。やがてここまで沈黙を続けていたティンパニも加わって、第205小節でA1 の冒頭を変ロ短調で強奏する。この時点で弦五部はバックグラウンドの6連音符を担当し、他の楽器によるトゥッティが主題を奏でる。最初の部分でイ長調で登場していた長三和音の構成音の上行を特徴とする動機は変イ長調で現れる。第1稿とハース版では第1主題主要部の強奏と長三和音の構成音を上行する動機との間に穏やかな経過句があるが、これはハースが第1稿からカットされた部分を採用した結果である（#版問題で後述）。
続いて頂点に至る長い経過句へ入り、弦五部だけによる静かな経過部分となる。間もなく金管が加わり、突然の休止により途切れる（第226小節）。流れを再開し、木管の短いパッセージの後にホルンを中心とした旋律による経過句となる。この旋律が高弦に移り、明るさを増す。金管のファンファーレ風旋律を経て頂点部分に達する。
頂点部分は第239小節でシンバルの一打とトライアングルのトレモロ、ハープのアルペッジョを伴ったfffの変ホ長調の四六の和音の後、長三和音の構成音の上行を特徴とする動機を変ホ長調で演奏し、クライマックスを迎える。ここには Etwas bewegter （やや動きを加えて）の指示があり、243小節の変ハ長調の和音で2度目のシンバルが打たれる。（第1稿では頂点部分はハ長調→変イ長調であり、シンバルは3回×2（269小節、274小節）の計6回叩かれる。）3小節の経過句を経て A2 の部分も再現する。ハープがフェルマータで止まった後、第259小節からコーダに入る。
コーダはこの楽章の主調である変ニ長調に回帰しB1 の前半部分をで奏して始まる。ここではホルンが音楽を主導し、弦が応答しながら全体的には穏やかに進むが、途中に小さな盛り上がりもある。再び穏やかな曲調に戻って消えるように楽章を終える。

### 第4楽章
Finale. Feierlich, nicht schnell 
ハ短調、2分の2拍子。ソナタ形式。
弦五部が前打音つきの4分音符を連打する中から、第1主題が金管のコラールと、トランペットのファンファーレで奏でられる。コラールのようなこの第1主題は、ブルックナー自身によれば「オルミュッツにおける皇帝陛下とツァーリの会見」を描いたものであり、「弦楽器はコサックの進軍、金管楽器は軍楽隊、トランペットは皇帝陛下とツァーリが会見する時のファンファーレを示す」。
休止が置かれ、弦楽器を主体とする第2主題が変イ長調で始まる。その途中（第93小節以後）から、交響曲第7番で用いられたモチーフが取り入れられる。やがて木管のパッセージが吹かれ行進曲風にティンパニーの連打が行われ第3主題を導く。第3主題は変ホ短調の行進曲風の楽想でこの主題には nicht gebunden （音をつながずに）という標語もある。
第3主題が休止で中断すると、159小節からホ長調のコラールが入る。すぐに第1主題の荒々しい行進曲「死の行進」が入る。ハース版ではこの後に経過句が来る。この経過句は第1稿に由来するものである。この後展開部に入るが、ほとんど第3主題と第1主題の交替で進む。最初は弦にて第3主題が扱われ、次いで第1主題がコラール風に扱われる。徐々に曲は悲劇性を増して金管の強奏によるクライマックスを迎える。第1主題による長い展開のあと、曲調が明るくなると再現部となる。
再現部は第437小節から始まり、しばらくは経過句的な音楽が続く。冒頭の前打音つきの4分音符が現れて曲の勢いが増すと、コラールとファンファーレが勇壮に回帰する。第2主題の再現は第547小節からでかたどおりだが、若干短縮されている。ハース版では2稿作成時にカットされた部分が挿入され異なる印象を与える。ハース版のこの楽節には交響曲第2番の第1楽章提示部の終結からの引用が見られる。
第3主題がハ短調で再現される。これは短く、すぐに第1楽章の第1主題が第617小節から全合奏で再現される。再び第3主題のリズムと交代し、フルートが短い経過句を奏でると、金管に交響曲第3番の第1主題の断片が現れ、木管が第1主題の断片を吹きティンパニーが呼応する。これに金管も加わり第1主題のリズムがはっきりすると、トランペットが第1主題を吹き、コーダへと移行する。
コーダは第647小節から始まる。第1・第2ヴァイオリンが上昇音型を始め、テノールチューバが荘重さを強める。まず最初に、第679小節からホルンによって第2楽章のスケルツォ主題が戻ってくる。やがてハ長調で、全4楽章の4つの主題の音形が重ね合わされる。第1楽章の主題はファゴット、第3・第4ホルン、トロンボーン、ヴィオラ、コントラバス、バス・チューバが、第2楽章の主題はフルート・クラリネット・第1トランペット、第3楽章の主題はヴァイオリンと第1・第2ホルンが、そして第4楽章の主題要素は第1楽章のものと織り合わされて、全曲を力強く締めくくる。これが「闇に対する光の完全な勝利」と称賛されるゆえんである。

## 版問題
作曲者自身による作曲・改訂の経緯からみると、この曲はまず1887年に完成され、のち1890年に改訂された。前者を1887年版または第1稿、後者を1890年版または第2稿と称する。
それとは別に、出版の経緯から見ると、次のようになる。まず1892年、第2稿を元に、ブルックナーの弟子であったヨーゼフ・シャルク（フランツ・シャルクの兄）が手をいれたものが出版された。これは「初版」または「改訂版」と称される。次に1939年、ローベルト・ハースによる第1次全集（ハース版）が出版された。ハース版は出版当初は単に「原典版」とも称されることもあった。その後レオポルト・ノヴァークによる第2次全集として、第2稿に基づく版（ノヴァーク版第2稿、1955年）、さらに第1稿に基づく版（ノヴァーク版第1稿、1972年）が出版された。
ハース版は第2稿を基にして校訂された楽譜であるが、ノヴァーク版第2稿と比べると第3楽章・第4楽章では多くの相違点がある。第3楽章では1箇所の相違があり、ハース版は他のものより10小節長い。第4楽章は問題が複雑になり5つの相違がある。これらは、ブルックナーの自筆楽譜で第1稿から第2稿に改訂する際に「×」で消された箇所である。ハースはこれらの部分をほとんど復活させたものだが、一方ノヴァークは「×」で消された部分をすべてカットした。ノヴァークはハースの校訂態度を「複数の稿を折衷するものである」と、強く批判した。
ノヴァーク版（第1稿、第2稿）とハース版のいくつかの相違を挙げると、例えば第4楽章の練習番号Oに当たる部分が、ノヴァーク版第1稿とハース版（この部分ではこの2者は基本的に同一である。細かいアクセントなどの違いを除く）では20小節あり、13-16小節目にヴァイオリンのソロがあるが、ノヴァーク版第2稿ではOは4小節しかなく、いわゆる「カットしてのりしろを繋げた」全く別のものに置き換わっている。すなわち、それまでのティンパニのB♭2-F2-B♭2-F3をppにしてもう4小節ぶん繰り返し、2, 3小節目に弦楽器のpizz.が入る。練習番号Ooではノヴァーク版第1稿は18小節で、11小節目にオーボエがドシシと四分音符で締め括った後、ゲネラルパウゼするがフェルマータでは伸ばさず拍通りに、二分音符でミ♭レレと同じモチーフを短3度上に移調し音価を2倍にして繰り返し、ティンパニのGのロールに弦のpizz.でD5, G5の音程で練習番号Ppにつながる。ノヴァーク版第2稿は16小節で、11小節目にオーボエがドシシを二分音符で伸ばして、ゲネラルパウゼをフェルマータで伸ばし、ティンパニのGのロールだけでPpにつながる。ハース版はそのどちらでもなく、全18小節だがその内容はノヴァーク版第1稿とも第2稿とも違い、11小節目からのオーボエはフルートとユニゾンかつ出だしはそれらの楽器のソロで、シーラシドレミ♭レレと動く。ゲネラルパウゼはなく、またティンパニのGのロールに弦のpizz.が加わるが音程はG4, G5である。
ノヴァーク版第1稿とノヴァーク版第2稿を比較すると、全楽章で多数の相違がある。第1楽章は、第2稿は短調のまま静かに終わるが、第1稿には第1主題に基づく長調のフォルティッシモのコーダがあり、明るく力強く締めくくられる。第2稿では削除された経過句やオーケストレーションなどの相違も多い。
和声も多く変更されている。最も顕著な違いは、第2楽章159小節目（練習番号R）のトランペットとホルンの掛け合いが印象的な部分が、第1稿ではGes-Dur, 第2稿では提示部と同様にA-Durになっていることである。これはブルックナーのスケルツォによく見られる再現部で短三度低くなる部分であるが、その前後がGes-Durの属調であるDes-Durなので、Ges-Durから見ると第1稿ではGes:V-I-Vと型通りで、ある意味平凡な和声進行をするが、第2稿ではA-DurからE-Durになり、A-DurをHeses(Bes)-Dur（重変ロ長調）と見るとGes:V-iii/A:I-Vと変則的になり、鮮やかな場面転換の効果を狙っている。
全曲の最後は、ノヴァーク版第2稿（ハース版も基本的に同一）ではティンパニのCロールを除く全楽器ユニゾンでソーミレドと締めくくり、特に最後の3音ミレドがリテヌートで引き伸ばされるのが大変印象的であるが、ノヴァーク版第1稿ではいくつかの楽器が和音の保続を伴うため、全楽器ユニゾンに比べて随分違う印象で終わる。
なお、第1楽章で、ノヴァーク版第1稿では139～143小節にトランペットが重なっており、このトランペットは第2稿では採用されていないが初版（改訂版）では採用されている。
ハース版出版以前は、もっぱら初版（改訂版）が演奏に用いられた。ハース版出版後しばらくはハース版が演奏の主流であったが、現在ではノヴァーク版第2稿の使用頻度が高い。ハース版に対するノヴァークの否定的見解も、その一因と思われる。ただし、朝比奈隆やギュンター・ヴァントをはじめ、音楽的な内容からハース版を支持する演奏者も少なくない。
第1稿はめったに演奏されないが、これを録音した指揮者にはエリアフ・インバル、ゲオルク・ティントナー、ウラジミール・フェドセーエフ、デニス・ラッセル・デイヴィス、シモーネ・ヤング、ケント・ナガノなどがいる。
なお、第3楽章については、以上の版の他、第1稿・第2稿の間の時期（推定1888年ごろ）に書かれたと思われる異稿が存在する。これは1999年になってはじめてその存在が発見されたものである。現時点で国際ブルックナー協会からの出版には至っていないが、一部のオンラインサイト上でスコアが紹介されている。また、初演（後述）のライブ演奏CDが残されている。尚、このCDでは第3楽章以外は1890年稿で演奏されている。
これらの他に、指揮者・作曲家のセルゲイ・クーセヴィツキーが独自のカットや変更などを施して改訂した版があり、自身の指揮による演奏が録音で残されている。この版では全曲で50分程度と非常に短くなっている。

## 演奏時間
演奏時間は、演奏や稿、版により差がある。いくつかの演奏実例を元に、演奏にかかる時間は概ね以下のものが平均的である。
- 第1楽章＝14～17分程度
- 第2楽章＝13～16分程度
- 第3楽章＝24～28分程度
- 第4楽章＝21～25分程度

全楽章通して、ノヴァーク版の第一稿が約90分で、第二稿が約82分と紹介する例もある。ここでは国際ブルックナー協会の最新の出版カタログから掲載した。なお、ハース版スコアには「約78分」と明記されている。指揮者によっては演奏時間が80分を超えてしまい、CDでは2枚組にされることも少なくない。
これらに全く当てはまらない、極端に短い演奏と長い演奏もある。短い例では、セルゲイ・クーセヴィツキーが独自に改訂・演奏したものが全曲で約51分。長い例では、晩年のセルジュ・チェリビダッケが全曲を約100分かけて演奏していた。

## 献呈・初演
- オーストリア皇帝フランツ・ヨーゼフ1世に献呈された。皇帝はブルックナーの要望により、楽譜出版の費用1500グルテンを支払うことに応じた。

- 交響曲第8番の初演は1892年12月18日、ハンス・リヒターの指揮によりウィーン・フィルハーモニー管弦楽団の定期演奏会で行われた。ヘルマン・レヴィは当初マンハイムでカペルマイスター（楽長）を務めていたフェリックス・ワインガルトナーをブルックナーに推薦した。ところが、ワインガルトナーは全く返事をせず、ブルックナーから再三の要請を受けた後、1891年4月に辞退の手紙を書いた。そのため初演指揮者が見つからない時期があった。そこでリヒターが1892年度のウィーン・フィル定期演奏会で初演することが決まった。

- 初演時のウィーン楽友協会の大ホールには、ヨハネス・ブラームスやフーゴー・ヴォルフなどの著名な音楽家たちも聴衆として訪れた。とりわけ第2楽章スケルツォと第3楽章アダージョが好評を受けた。ヴォルフは初演の1週間後に、この作品の成功を「闇に対する光の完全な勝利」と評している。

- 日本初演は1959年、ヘルベルト・フォン・カラヤン指揮ウィーン・フィルハーモニー管弦楽団の東京公演にて行われた。

- 第1稿（1887年稿）については、ノヴァークによる校訂版が出版される以前に、第1楽章のみが1954年5月2日にミュンヘンでオイゲン・ヨッフム指揮で初演された。全曲通しての初演は1973年9月2日にロンドンでハンス・フーベルト・シェーンツェラー（Hans-Hubert Schönzeler）の指揮によって行われた[5]。ノヴァーク版第1稿の初演は、1980年2月29日、フランクフルトでエリアフ・インバルの指揮で行われた。インバルは1998年7月8日には読売日本交響楽団を指揮して日本初演も行っている。

- 第3楽章の異稿（1888年ごろ作曲）については、2004年東京にて、内藤彰指揮、東京ニューシティ管弦楽団によって初演された（この異稿楽章を含む形で交響曲第8番が演奏された）。